# Simla
Simla o Shimla (hindu शिमला panjabi ਸ਼ਿਮਲਾ) és una ciutat de l'estat d'Himachal Pradesh capital del districte de Simla, i abans capital d'estiu de l'Índia Britànica. Està situada a 31° 06′ N, 77° 10′ E / 31.100°N,77.167°E a 2.397,5 metres d'altura, amb altura màxima a la muntanya Jakho o Jakhoo de 2.454 metres. Consta al cens del 2001 amb una població d'1.042.161 habitants en només 20 km². La població a l'hivern de 1881 era de 12.305, el 1891 de 13.034, i el 1901 de 13.960 habitants. El 1904 a l'estiu tenia uns 45.000 dels quals 35.000 dins el terme municipal.

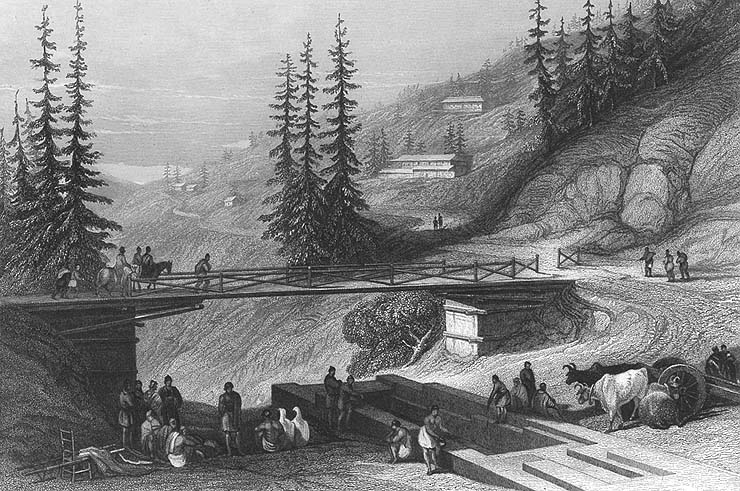
Pont entre Simla i Petita Simla, construït el 1829 per Lord Combermere

## Clima

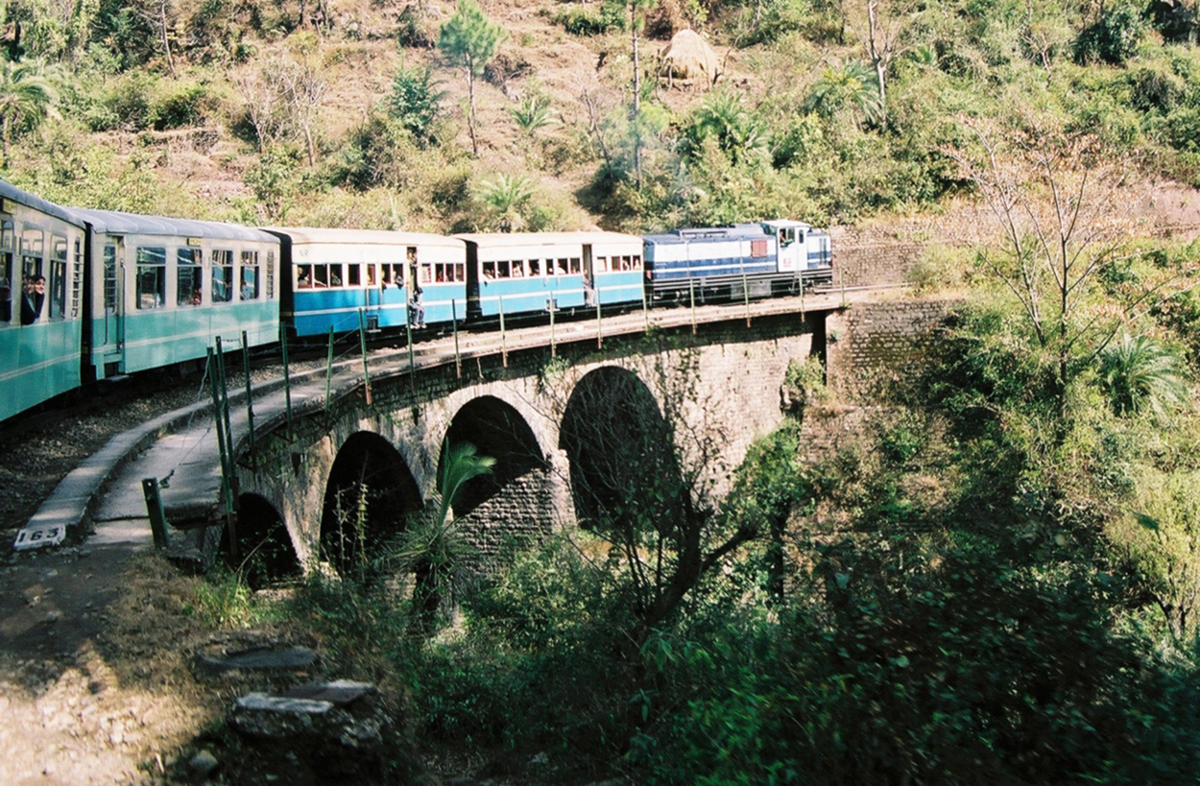
tren prop de Simla

## Història
Shimla era un llogaret que fou retingut pels britànics al final de la guerra Gurkha (1816). El tinent Ross, subagent polític pels estats de les muntanyes va construir una casa temporal el 1819. El seu successor, l'escocès Charles Pratt Kennedy va construir la primera casa d'estiu permanent el 1822. Altres oficials de districtes propers el van seguir i el 1826 l'establiment ja era una realitat. William Amherst (Lord Amherst) governador general de Bengala de 1823 a 1828 va establir un campament d'estiu el 1827. Lord William Bentinck, governador general de Bengala el 1828 i després de l'Índia quan el càrrec fou creat el 1833, fins al 1835, la va considerar un lloc adient per establir la residència d'estiu permanent. Això fou portat a terme per Sir John Lawrence, virrei de l'Índia (1864-1869). Des de 1864 fou sempre capital d'estiu excepte el 1874 degut a la plaga de fam a Bengala. Més tard fou quarter d'estiu de l'exèrcit i de diversos departaments. El govern del Panjab s'hi va establir als estius des de 1871 i encara que de 1873 a 1875 va anar a Murree, després va retornar a Simla cada estiu. La municipalitat fou creada el 1850 i establerta el 1851 i fou convertida en corporació municipal fa uns anys. El 1913-1914 l'acord de Simla va delimitar la frontera entre l'Índia Britànica i Tibet. La corporació municipal de Simla i les Àrees de Planificació de Simla administren Simla, Dhalli, Nova Simla i Tutu. Es va fer coneguda internacionalment per l'acord de pau entre Índia i Pakistan de 3 de juliol de 1972.

## Llocs interessants

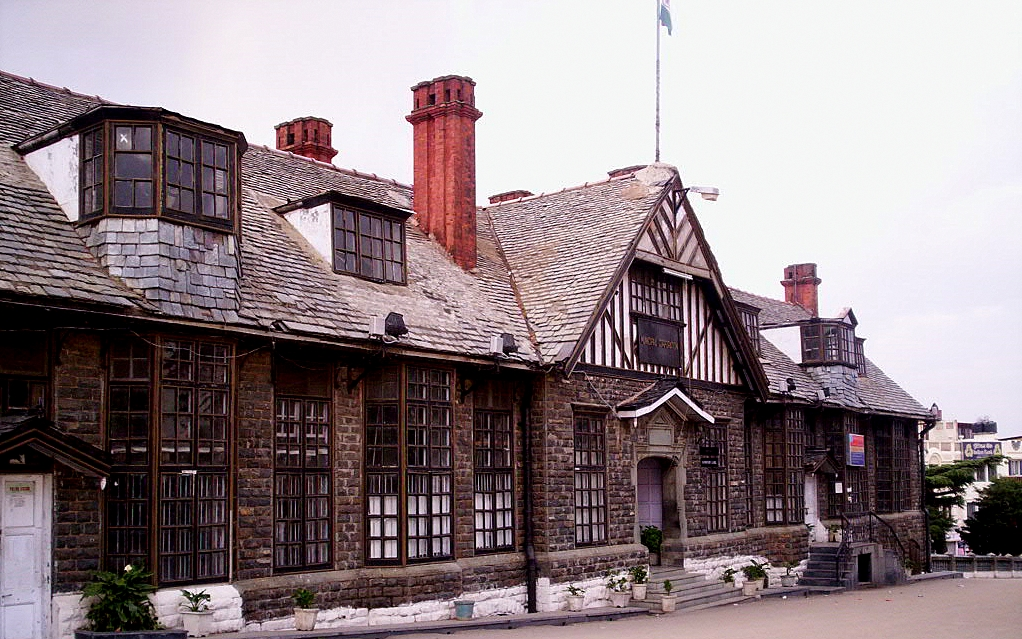
Town Hall

- The Mall, el principal centre comercial
- Església de Crist
- Muntanya Jakho a 2 km.
- Museu de l'estat obert el 1974.
- Summer Hill a 5 km
- Annandale, a uns 3 km, lloc de pícnic
- Tara Devi, temple a 11 km
- Sankat Mochan, temple d'Hanuman
- Junga, antiga capital de Keonthal
- Mashobra a 13 km, fira anual
- Kufri a 16 km, centre d'esports d'hivern
- Chharabra a 13 km
- Naldehra a 22 km, club de golf i fira anual
- Tatapani, fonts sulfuroses
- Chail, capital d'estiu de maharajà de Paitiala
- Arki, a 46 km, fortalesa del principat de Baghal

## Galeria de fotos

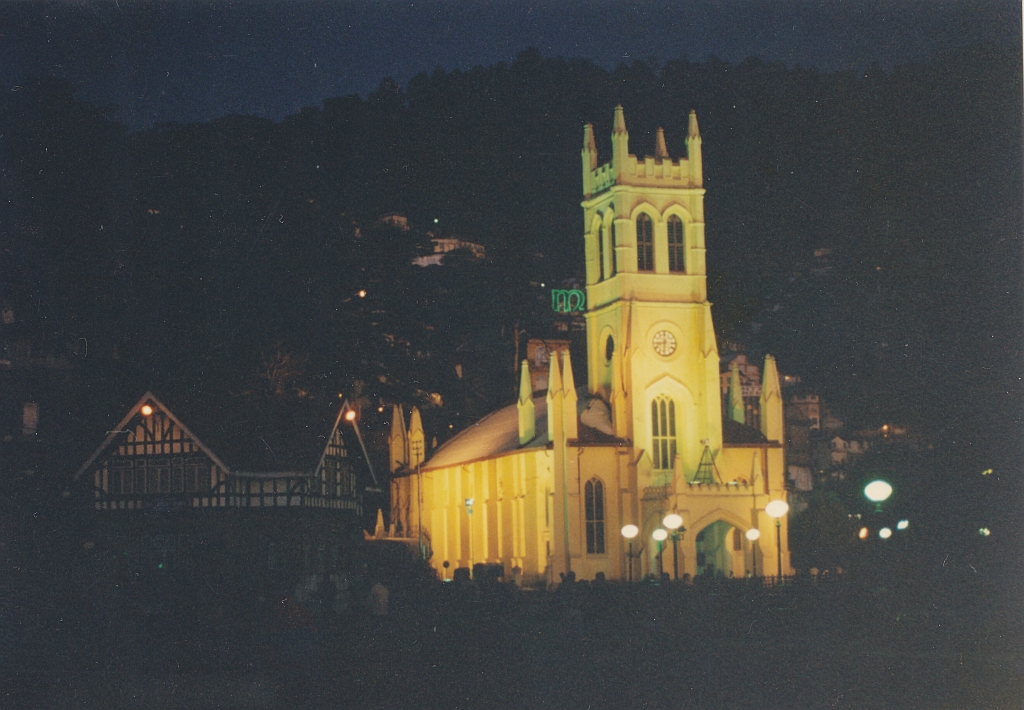
Església de Crist
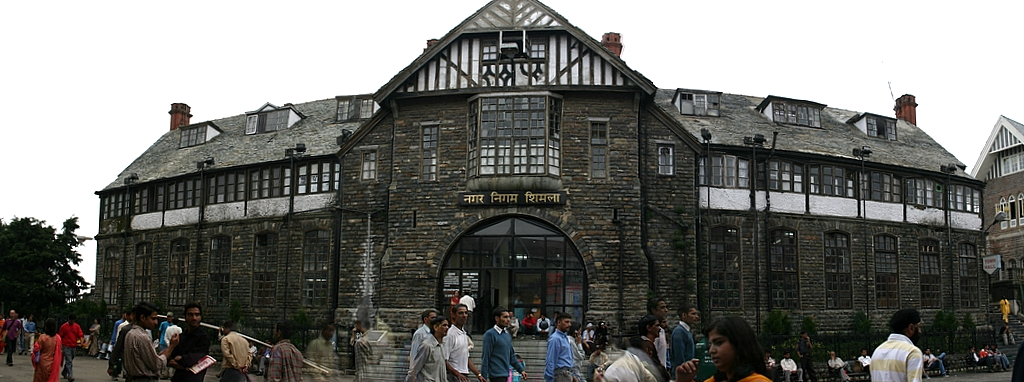
Coroporació municipal (Town Hall), Simla.
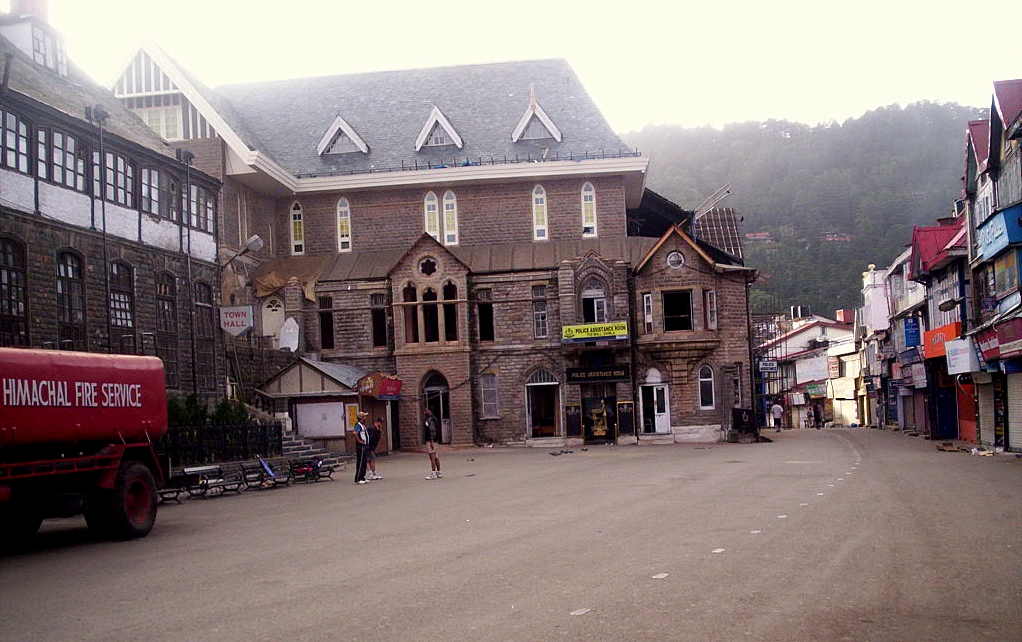
Mall Road
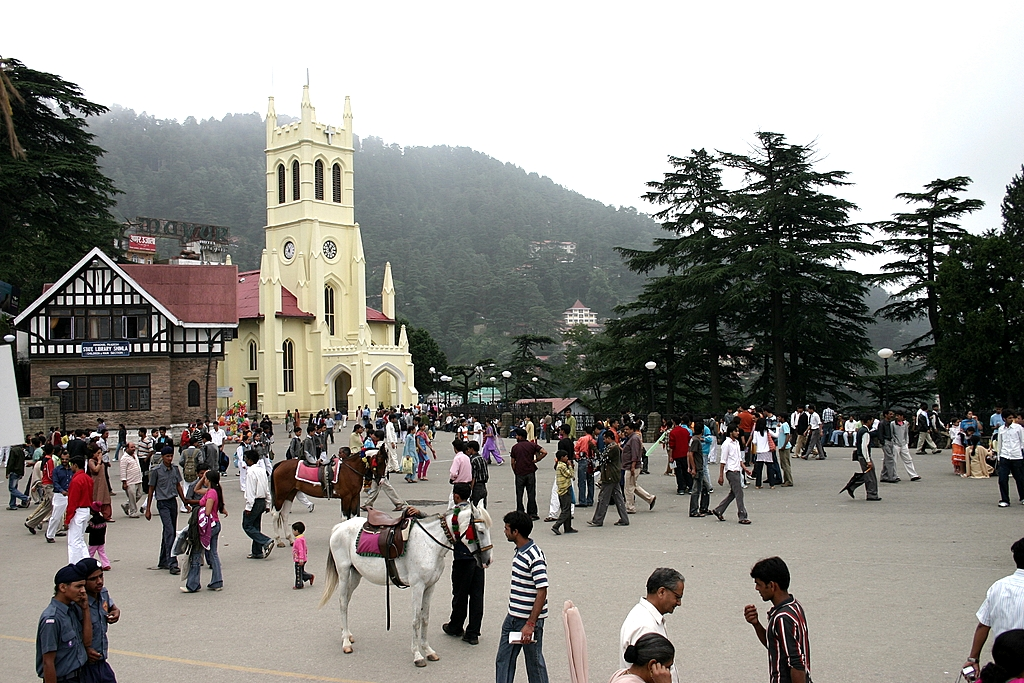
The Ridge, Simla